# Typton gnathophylloides
Typton gnathophylloides är en kräftdjursart som beskrevs av Lipke Bijdeley Holthuis 1951. Typton gnathophylloides ingår i släktet Typton och familjen Palaemonidae. Inga underarter finns listade i Catalogue of Life.